# Dzmitry Zhyrmont
 Dzmitry Zhyrmont, nacido el 1 de marzo de 1989, es un tenista profesional bielorruso. Su ranking más alto a nivel individual fue el puesto n.º 201, alcanzado el 22 de julio de 2013. A nivel de dobles alcanzó el puesto n.º 349 el 22 de julio de 2013.
Ha ganado hasta el momento 3 torneos futures en individuales y 7 en dobles.

## Títulos ATP; 0

### Individuales(0)
| Legenda                   |
| Grande Slam (0)           |
| ATP World Tour Finals (0) |
| ATP Masters 1000 (0)      |
| ATP World Tour 500 (0)    |
| ATP World Tour 250 (0)    |
| ATP Challenger Series (0) |
| Futures (3)               |

### Dobles (0)
| Legenda                   |
| Grande Slam (0)           |
| ATP World Tour Finals (0) |
| ATP Masters 1000 (0)      |
| ATP World Tour 500 (0)    |
| ATP World Tour 250 (0)    |
| ATP Challenger Series (0) |
| Futures (7)               |